# James Taylor
James Vernon Taylor (* 12. března 1948, Boston, Massachusetts) je americký folkrockový zpěvák a kytarista. V roce 1971 vedl americkou hitparádu s písní Carole Kingové You've Got A Friend, za kterou dostal také cenu Grammy.

## Diskografie
- 1968: James Taylor
- 1970: Sweet Baby James
- 1971: Mud Slide Slim and the Blue Horizon
- 1972: One Man Dog
- 1974: Walking Man
- 1975: Gorilla
- 1976: In The Pocket
- 1977: JT
- 1979: Flag
- 1981: Dad Loves His Work
- 1985: That's Why I'm Here
- 1988: Never Die Young
- 1991: New Moon Shine
- 1997: Hourglass
- 2002: October Road
- 2008: Covers
- 2015: Before This World
- 2020: American Standard